# Bombardeo de Baréin
El bombardeo de Baréin y Dhahran fue un hecho bélico que tuvo lugar el 19 de octubre de 1940 durante la Segunda Guerra Mundial.

## El objetivo

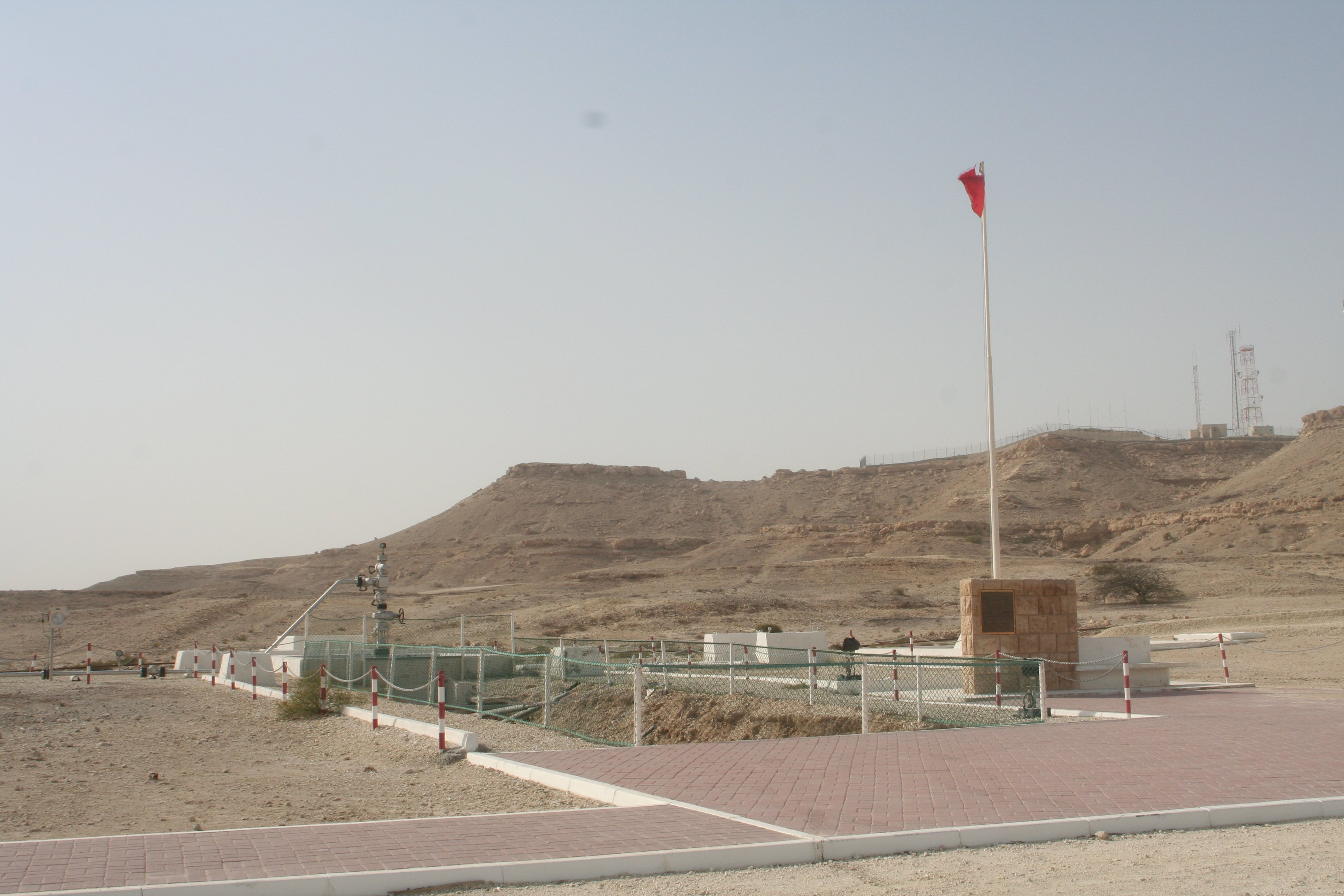
Primer pozo petrolífero de Baréin, perforado en 1931.

El 29 de diciembre de 1934 se suscribió entre el jeque de Baréin y la compañía británica Bahrain Petroleum Company (conocida también como BAPCO) un contrato de arrendamiento para la explotación de los campos de petróleo del país.
La idea principal era impedir el abastecimiento de combustible a la flota británica que operaba desde Alejandría y otros puertos. Para conseguir este fin las fuerzas italianas ya llevaban a cabo ataques contra Haifa y otros lugares de Mandato de Palestina, pero sin conseguir cortar los envíos.

## Descripción del ataque
El plan de ataque consistía en utilizar cuatro bombarderos Savoia-Marchetti SM82 de largo alcance que partiendo de Rodas, que formaba parte del Dodecaneso italiano, atacaran las refinerías británicas de Baréin y después atravesaran Arabia para alcanzar Eritrea. Uno de los bombarderos se extravió y atacó por error las instalaciones estadounidenses de Dhahran. Todos los aparatos llegaron a Eritrea y fueron posteriormente repatriados a Italia por sus propios medios.

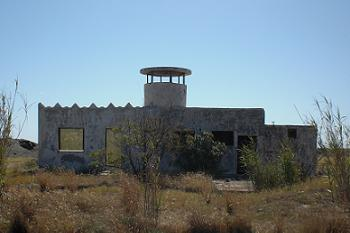
Ruinas del aeródromo de Gadurrà, de donde partió en ataque.

El plan de ataque había sido desarrollado por Paolo Moci, capitán de la Reggia Aeronautica. Los cuatro bombarderos partirían de Rodas en la tarde del 18 de octubre y sobrevolarían el Mediterráneo oriental, dirigiéndose al Líbano y Siria. Volarían evitando las fuerzas británicas basadas en Irak y aprovechando los vientos favorables, ambas circunstancias muy importantes para la viabilidad del proyecto.
Un quinto SM82 se mantenía a la espera en el aeródromo de Massawa con una carga de combustible que se podría desplazar hasta algún lugar de la Península arábiga si era necesario reabastecer a los bombarderos en su etapa hacia Eritrea.
Durante el recorrido sobre el Mediterráneo mantuvieron una altura de 9000 pies y al llegar al Líbano entraba en territorio controlado por el régimen de Vichy, al igual que en Siria. Sin embargo uno de los aviones se extravió en este tramo y aunque lograron mantener el contacto por radio durante cierto tiempo, finalmente tres aviones volaron en grupo hacia Baréin, mientras que el extraviado fue hacia Dhahran, a la que confundió con su objetivo original.

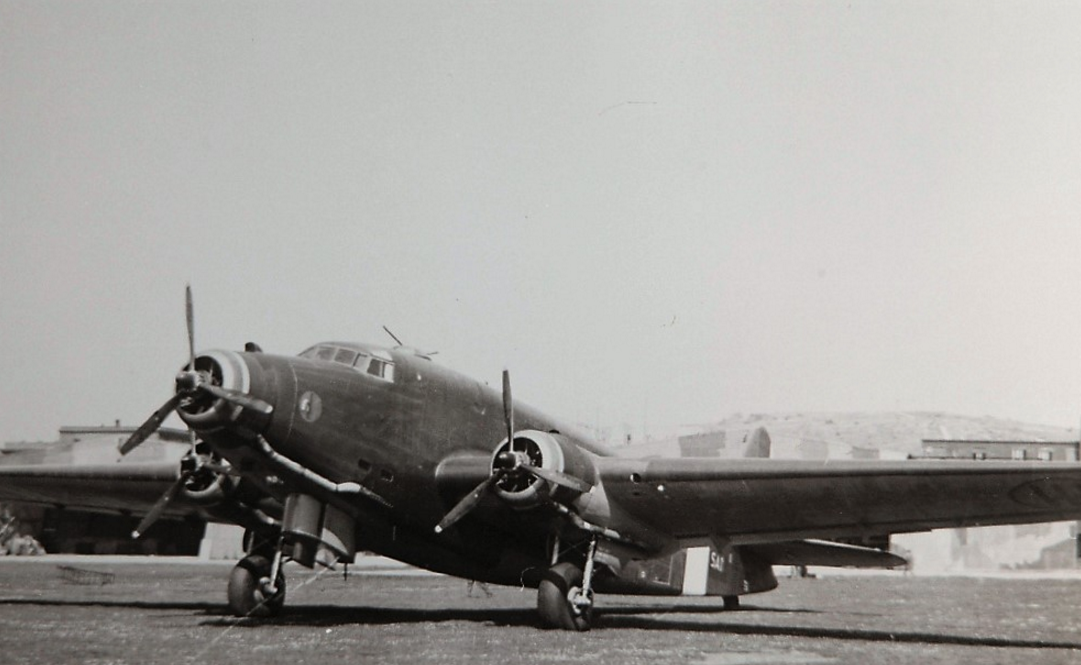
Savoia-Marchetti SM82 durante la Segunda Guerra Mundial.

Los aviones alcanzaron el Golfo cerca de Kuwait, bajando a 3000 pies y girando hacia el este en dirección a su objetivo. Tanto Baréin como Dhahran permanecían iluminados y sin medidas antiaéreas, a lo que se unía el efecto de la luz de la Luna sobre el agua, que permite atacar blancos costeros con facilidad. Los bombarderos lanzaron su carga y viraron hacia el interior de Arabia. A los pocos minutos se reestableció la comunicación con el avión extraviado, con lo que los cuatro continuaron hacia Eritrea.
Las tripulaciones de los bombarderos pensaron que habían provocado grandes daños en las instalaciones de BAPCO en Baréin, aunque en realidad los daños fueron de pequeña envergadura. Uno de los motivos fue que los bombarderos tenían instrucciones de apuntar tomando como referencia las llamas de gas, que habían sido desplazadas recientemente por lo que parte de las bombas estalló en arena. Fue alcanzado un depósito de carbón y en Dhahran -que no era un objetivo- fueron cortadas temporalmente una canalización de agua y otra de crudo.
Durante el vuelo de hacia Eritrea las tripulaciones fueron informadas del ataque británico a Massawa, por lo que se desviaron a Zula, distante unos 60 km. En total, el vuelo duró quince horas y media, desde las 17:30 del día 18 a las 8:40 del 19 de octubre.
Tras el ataque, los aviones con sus tripulaciones retornaron a Italia vía Bengasi. En este trayecto atacaron Port Sudan.

## Consecuencias
Aunque no se produjeron más ataques contra instalaciones aliadas en el Golfo Pérsico, el incidente puso de manifiesto el peligro potencial que corrían las instalaciones petrolíferas de la zona, las cuales representaban una de las mayores fuentes de petróleo para los Aliados.
A pesar de que los daños fueron reducidos, las reacciones se sucedieron. Las familias de los expatriados estadounidenses fueron evacuadas rápidamente de la isla. Los británicos procedieron a la mejora de las defensas aéreas. El gobierno británico adquirió más terrenos para expandir las instalaciones de la RAF, incluyendo una pista más larga para permitir su uso por bombarderos. Se mejoraron las instalaciones médicas y se construyeron edificios para albergar a las dotaciones de un escuadrón -unas quinientas personas- al tiempo que se llevó a cabo el reclutamiento de una fuerza local para atender a la defensa de estos lugares.
La población local de Baréin percibió el ataque como una manifestación de su situación estratégica. Aunque no hubo bajas, la población se retiró de las zonas costeras y ciertos tipos de tejados particularmente combustibles fueron sustituidos.
Antes de la Segunda Guerra Mundial, la incipiente producción petrolera bareiní -el primer pozo operaba comercialmente desde 1934 y la primera refinería desde 1936- había llamado la atención de Alemania. Al tratarse de un país bajo protección de Gran Bretaña, la declaración de guerra a Alemania y otras potencias por parte del Reino Unido implicaba que Baréin también lo estaba. Por ello el ataque italiano no suponía ningún cambio en las relaciones entre el Eje y Baréin.